# 市役所前停留場 (北海道)
市役所前停留場（日语：／ Shiyakusho-mae teiryūjō */?）是一位於日本北海道函館市大手町12番地先（往十字街方向）、大手町18番地先，函館市交通局（函館市電）本線沿線的電車站。

## 歷史
- 1913年（大正2年） - 鶴岡交番前站開始營業。
- 日期不明 - 改稱為鶴岡町站。
- 1947年（昭和22年） - 改稱為市役所前站。

## 車站構造
- 市役所前站擁有2個月台（側式月台）、2條電車路線（相反方向）。

## 車站周邊
- 國道279號
- 函館市役所（市公所）
- 函館大手郵政局
- 日本銀行函館分店
- 函館市消防總部
- 函館巴士「市役所前」站
- 函館帝產巴士、函館巴士（LEXA 100）「函館國際酒店」站

## 相鄰停留場
函館市交通局（函館市電）
本線
函館站前（DY17）－市役所前（DY18）－魚市場通（DY19）

## 外部連結
- 車站情報 - 市役所前（日文）